# ريتشارد بيكوك
ريتشارد بيكوك (بالإنجليزية: Richard Peacock)‏ (29 أكتوبر 1972 بشفيلد في المملكة المتحدة - ) هو لاعب كرة قدم بريطاني في مركز الوسط. لعب مع نادي شيفيلد وهال سيتي ونادي تشستر سيتي وBuxton F.C. ‏ ووركشوب تاون ‏ وLincoln United F.C. ‏ ونادي ستاليبريدج سيلتيك ولينكولن سيتي أف سي.

## وصلات خارجية
- ريتشارد بيكوك على موقع قاعدة بيانات كرة القدم.إي يو (الإنجليزية)
- ريتشارد بيكوك على موقع Soccerbase.com (لاعب) (الإنجليزية)